# Sonda mentale
Sonda mentale (A Darkness in My Soul) è un romanzo fantascientifico di Dean R. Koontz del 1972.

## Trama
Simion non è un uomo come gli altri. Non è nato da una donna, bensì creato dagli scienziati del CA (Creazione Artificiale), una potente istituzione che ha lo scopo di creare dei super-uomini, anche se con scarso successo.
Simion è il risultato migliore del CA: oltre ad essere perfettamente identico a qualunque altro essere umano, ha la facoltà di leggere nella mente di chiunque, fino a grandi profondità.
Il Governo usa i poteri di Simion per sapere cosa pensano realmente diplomatici e capi di Stato, per cercare di gestire una pericolosissima guerra fredda che sta per far cadere il mondo intero in una guerra disastrosa.
I problemi seri cominciano il giorno in cui Simion deve analizzare la mente di Bimbo, un orribile aborto del CA: un piccolo mostro con un talento particolare per inventare armi di difesa ed offesa. Bimbo rifiuta di rivelare le proprie invenzioni, così starà a Simion tirargliele fuori.
Ma la mente di Bimbo nasconde un pericoloso segreto, un segreto che metterà Simion in guai molto seri.

## Personaggi
- Simion, protagonista
- Harry Kelly, agente ed unico amico di Simion
- Generale Morsfagen, soldato con pochi scrupoli
- Melinda Thauser, scrittrice amata da Simion

## Edizioni
- Dean R. Koontz, A darkness in my soul, 1972.
- Dean R. Koontz, Sonda mentale, traduzione di Roberta Rambelli, collana Cosmo Argento n° 58, Editrice Nord, 1976,  p. 154, ISBN 88-429-0067-2.